# Tetrafármaco
El Tetrafármaco o Tetrapharmakos (en griego: τετραφάρμακος; traducido como "remedio en cuatro partes") es un resumen de las primeras cuatro doctrinas del epicureísmo de las cuarenta en sus Máximas capitales (Κύριαι Δόξαι), dadas por Diógenes Laercio en su libro Vidas, opiniones y sentencias de los filósofos más ilustres), una receta para llevar la vida más feliz posible. Son recomendaciones para evitar la ansiedad o el temor existencial.
El Tetrafármaco fue originalmente un compuesto de cuatro medicamentos (cera, sebo, brea y resina). La palabra ha sido utilizada metafóricamente por los epicúreos de la época romana para referirse a los cuatro remedios para curar el alma.

## Las cuatro curas

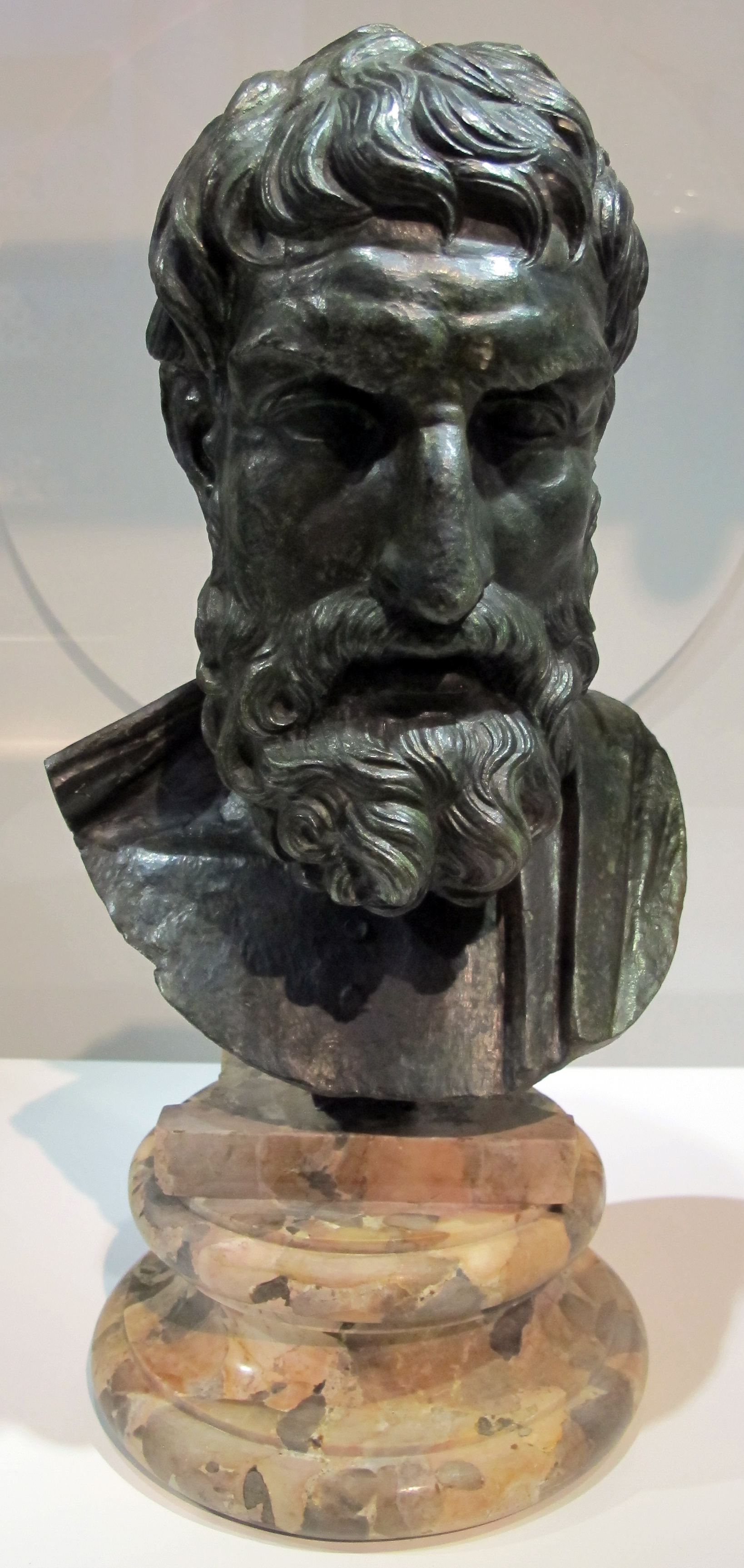
Busto de romano Epicuro en la Villa de los Papiros.

El Tetrafármaco, o "La cura en cuatro partes", es un papiro de Herculano (1005, 4.9–14) de una guía básica del epicúreo Filodemo de Gadara sobre cómo vivir la vida más feliz posible, sobre la base de las primeras cuatro Doctrinas Principales de Epicuro. Esta doctrina poética fue transmitida por un epicúreo anónimo que resumió la filosofía de Epicuro sobre la felicidad en cuatro líneas simples:

Traducción al español:
No temas a los dioses,
No te preocupes por la muerte;
Lo que es bueno es fácil de conseguir,
Lo que es terrible es fácil de soportar.
Transcripción del papiro:
Ἄφοβον ὁ θεός,
ἀνύποπτον ὁ ανατος,

καὶ τἀγαθὸν μὲν εὔκτητον,

τὸ δὲ δεινὸν εὐκαρτέρητον

Este es un resumen de las primeras cuatro de las cuarenta Máximas capitales de Epicuro (Máximas de Sovran) dadas por Diógenes Laercio, que dicen lo siguiente:

I - El ser feliz e inmortal no tiene preocupaciones ni las causa a los demas ; asi que no esta sujeto ni a la ira ni a la benevolencia; pues todo 10 de este orden esta en el ser debil.
II - La muerte no nos importa nada, porque lo disuelto no tiene sentidos y lo insensible no tiene nada que ver con nosotros.
III - El limite de la magnitud de los placeres es la suhstraccion de todo el dolor. Y dondequiera que este el placer y durante todo el tiempo que este, no hay dolor fisico ni tristeza ni ambos en conjunto.
IV - No dura sin interrupcion el dolor en el cuerpo, sino eL dolor agudo queda durante el minimo tiempo y el que apenas supera el placer en la carne no dura much os dias; las enfermedades largas tienen en el cuerpo mayor placer que dolor.
Máximas capitales, I-IV 

La lucha contra los miedos que atenazan al ser humano es parte fundamental de la filosofía epicúrea y se deben contrarrestar con el canon y la física epicúreo; y aprender el manejo racional de los placeres y dolores. La mayor parte del sufrimiento que experimentan los seres humanos es causado por los temores irracionales como la muerte o el castigo en el más allá. Diógenes de Enoanda, por su parte, ignora los Cuatro Remedios y en una inscripción que encargó en la plaza de Enoanda para promover la filosofía, argumenta que las tres raíces de todos los males son el miedo a los dioses, el miedo a la muerte, y los deseos sin fin o la incapacidad de entender los límites naturales de los deseos.

### No temas a la Divinidad

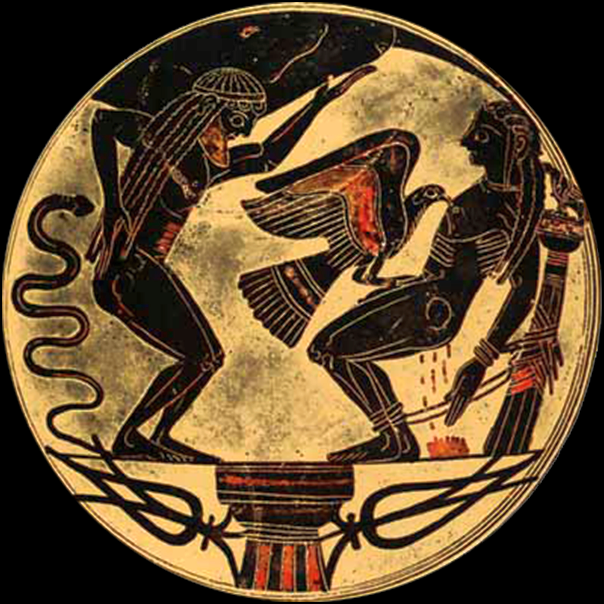
Vasija griega de los titanes Prometeo y Atlas castigados por los Dioses olímpicos; c. 560/550 a. C., Museos Vaticanos, Museo Gregoriano Etrusco 16592.

En la religión helenística existía una gran preocupación por lo que los dioses pudieran pensar por las acciones que cada uno llevaba a cabo cada día. Ello, unido al miedo a su fuerte temperamento, hacía que muchos vivieran con un miedo continuo a las posibles acciones de sus dioses. Filósofos como Cicerón consideran esto fuera de lugar. En particular Epicuro defendía la visión de que los dioses eran seres hipotéticos que representaban en un estado perpetuo de dicha, entidades indestructibles que son completamente invulnerables. En su Carta a Meneceo, Epicuro explica que la gente busca riqueza y poder debido a estos temores, creyendo que tener más dinero, prestigio o influencia política los salvará de la muerte. Sin embargo, sostiene que la muerte es el fin de la existencia, que las aterradoras historias de castigo en el más allá son supersticiones ridículas y que, por lo tanto, la muerte no es nada que temer.

Si bien Epicuro no era ateo, entendía que los dioses eran seres demasiado alejados de nosotros, los humanos, y no se preocupaban por nuestras vicisitudes, por lo que no tenía sentido temerles. Por el contrario, los dioses deberían ser un modelo de virtud y de excelencia a imitar, pues según el filósofo viven en armonía mutua. Desde este punto de vista, los dioses son meros modelos a seguir para los seres humanos, que deben "emular la felicidad de los dioses, dentro de los límites impuestos por la naturaleza humana". Karl Marx argumentó que Epicuro fue el primero en descubrir la alienación incrustada a través de la religión en la concepción humana de la naturaleza.

### No temas a la muerte

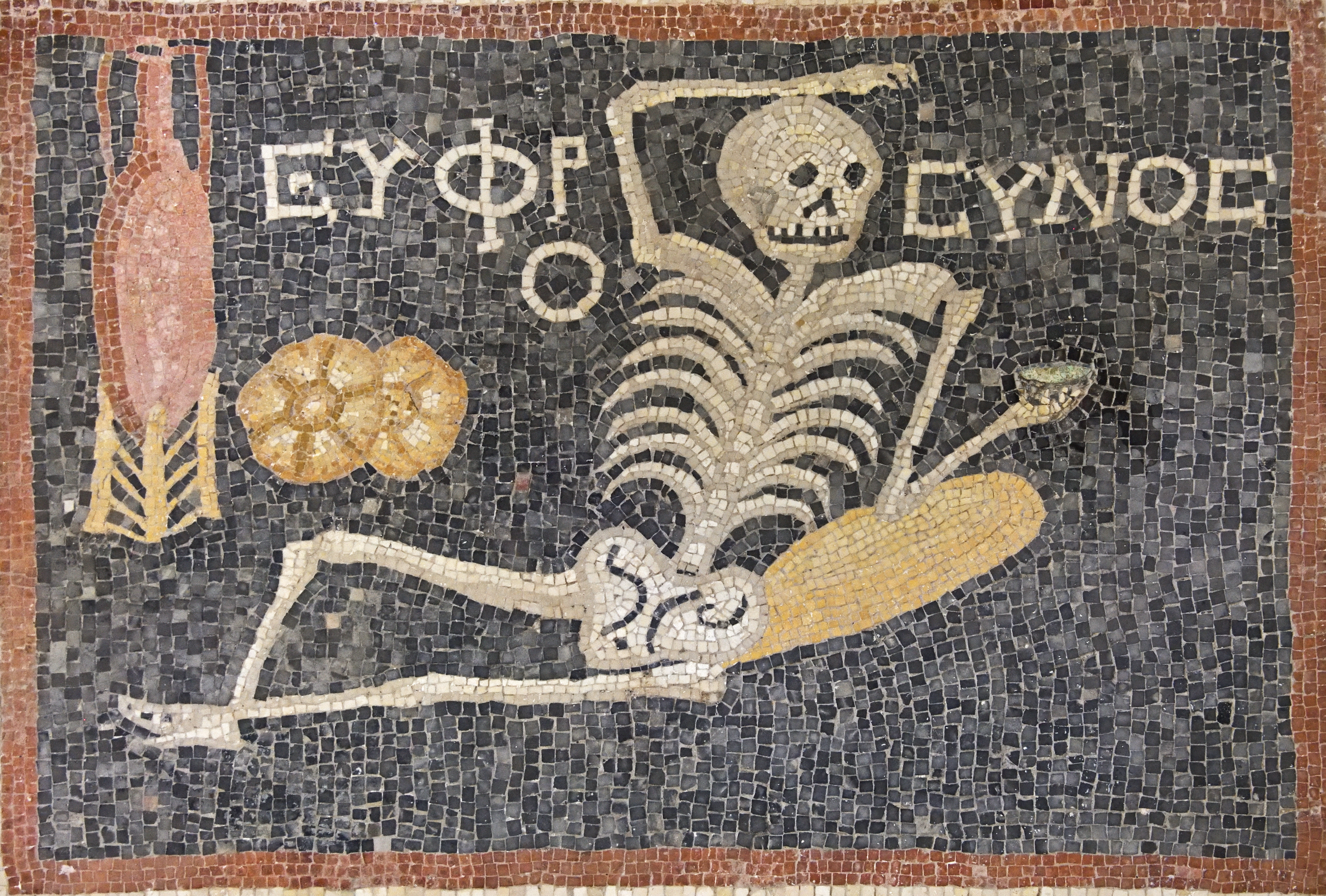
Mosaico romano del en Hatay, Turquía. Muestra a un esqueleto con la inscripción “Sé alegre, disfruta de tu vida” (“ΕΥΦΡΟΣΥΝΟΣ”).

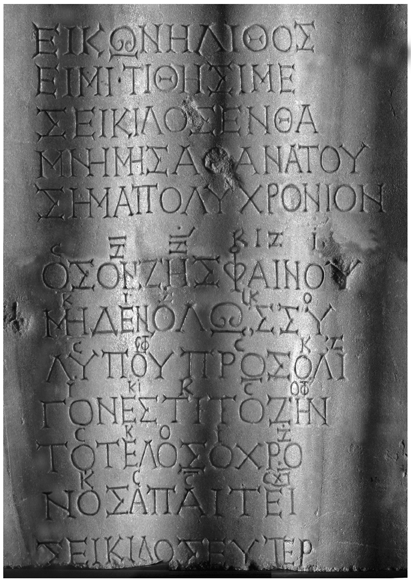
Detalle del antiguo Epitafio de Sícilo en el que se insta a vivir la vida sin miedo, pues "la vida dura poco, y el tiempo exige el final".

La muerte, dice Epicuro, no hay nada después de ella y que es la mayor ansiedad de todas, en duración e intensidad. Esta ansiedad por la muerte impide la calidad y la felicidad de la vida de uno por la teoría de la vida después de la muerte: preocuparse por si los hechos y las acciones de la vida se interpretarán bien en la región de los dioses, la pregunta de si uno será asignado a una eternidad del dolor o a una eternidad de placer.
Los epicúreos no creían en un más allá después de la muerte. En cuanto al temor a la muerte, lo consideraban un sin sentido, puesto que al morir los átomos del alma se separan y como “todo bien y todo mal está en la sensación" y "la muerte es privación de sensación”, entonces "la muerte no es nada en relación a nosotros", pues mientras nosotros vivimos ella no ha llegado y cuando llegó ya no estamos. Como los átomos que forman el cuerpo no se desintegran, puesto que son eternos, por ello la muerte no es una preocupación para los epicúreos. Luego, temer a la muerte en vida es absurdo porque "aquello cuya presencia no nos atribula, al esperarlo nos hace sufrir en vano". Sexto Empírico recalcó este punto:

“La muerte no es nada para nosotros' fue probablemente dicho por Sofrón, pero Epicuro lo demostró; y no se trata de reclamar una cosa, sino de probar lo que es una maravilla. Y, en realidad, Epicuro no dijo que 'la muerte no es nada para nosotros' porque no hay diferencia entre vivir o no vivir; la vida es preferible con mucho porque lo bueno pertenece al mundo de la percepción. Pero donde no hay percepción, no hay bien ni mal. El hecho de que los cadáveres no sientan es algo que el poeta conoce junto con el resto de la creación”.
τό τε τὸν θάνατον [μὲν] μηδὲν εἶναι πρὸς ἡμᾶς εἴρηται μὲν ἴσως τῷ Σώφρονι, ἀποδέδεικται δὲ ᾿Επικοικται λὲ ᾿Επικούται λ ᾿Επικούται λ ᾿Επικούται λ πικούται λ πικούται λ πικούτν εἶτα οὐδὲ κατὰ τοῦτο ἔφησεν ὁ Επίκουρος τὸν θάνατον μηδὲν εἶναι πρὸς ἡμᾶς, καθὸ ἀδιάφορόν ἐστιν ἢ ζῆν ἢ μή • πολλῷ γὰρ αἱρετώτερον τὸ ζῆν διὰ τὸ αἰσθανομένων εἶναι τὸ ἀγαθόν • ἀλλ' ἐν ἀναισθησίᾳ οὔτε κακόν τι εἶναι οὔτε ἀγαθόν. τὸ μὲν γὰρ ἀναισθητεῖν τὰ νεκρὰ τῶν σωμάτων οὐχ ὁ ποιητὴς μόνος οἶδεν ἀλλὰ καὶ ὁ σύμπας βίος.
Sexto Empírico, Contra los profesores, I. 284-285.

Hemos nacido una vez y no puede haber un segundo nacimiento. Por toda la eternidad nunca mas seremos. Pero tu, aunque no eres señor del mañana, pospones tu felicidad. Desperdiciamos nuestras vidas retrasando las cosas, y cada uno de nosotros muere sin haber realmente vivido.

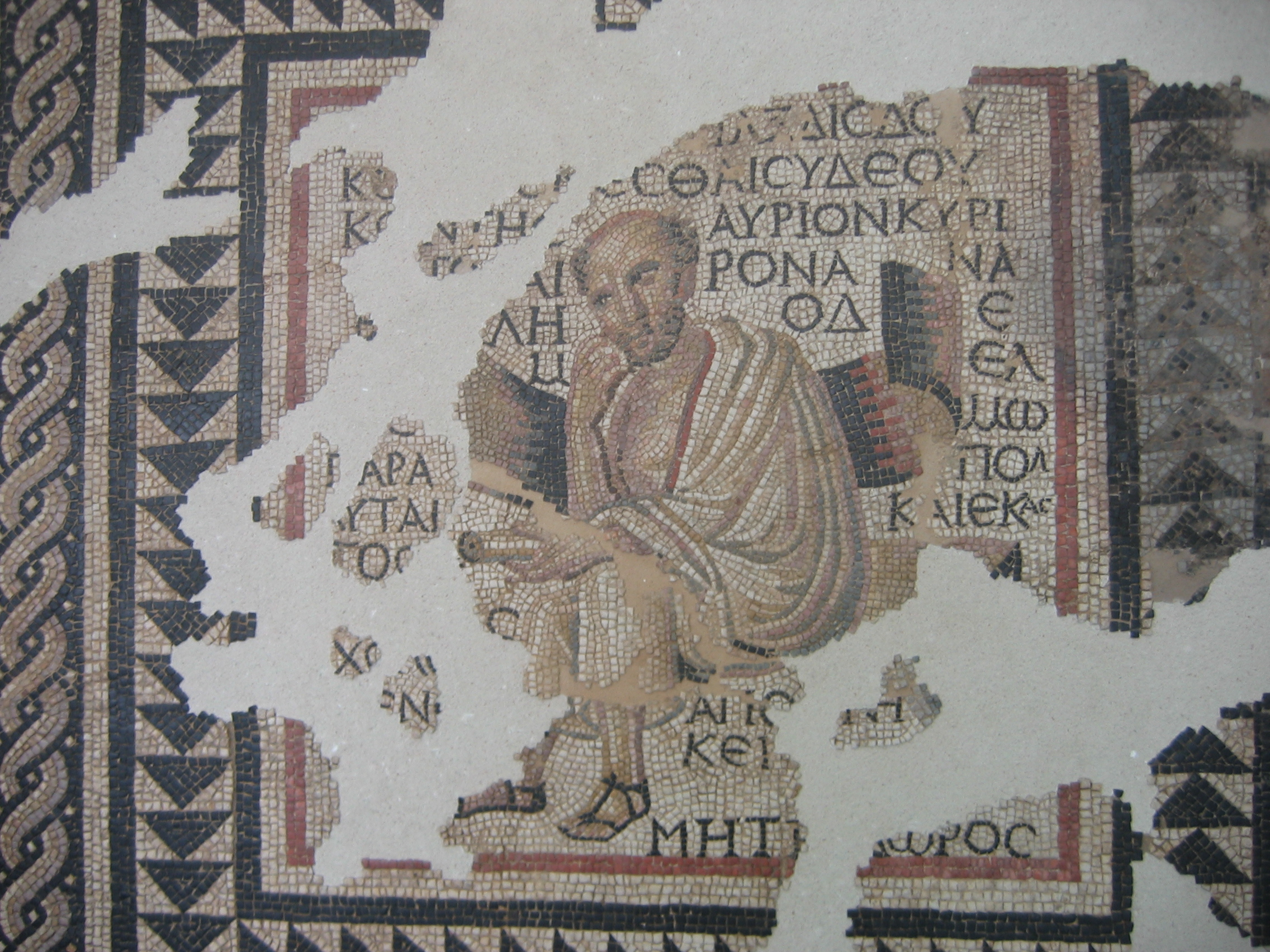
Mosaico de Metrodoro del - en el Museo Rolin, Francia. Se encuentra inscrita la Sentencia vaticana, 14:Hemos nacido una vez y no puede haber un segundo nacimiento. Por toda la eternidad nunca mas seremos. Pero tu, aunque no eres señor del mañana, pospones tu felicidad. Desperdiciamos nuestras vidas retrasando las cosas, y cada uno de nosotros muere sin haber realmente vivido.

El poeta romano Lucrecio ofreció otro argumento contra el temor de la muerte, el llamado "argumento de la simetría", en donde se argumenta que temer a padecer una inexistencia por un futuro infinito después de morir es como temer a padecer un inexistencia por un pasado infinito antes de nacer, pero como no tiene sentido temer a no haber nacido, por lo tanto, tampoco deberíamos temerle a la muerte.

Si el alma es de inmortal naturaleza, Si al nacer en el cuerpo se insinúa, ¿Cómo es que no podemos acordarnos de la vida pasada, ni tenemos de los antiguos hechos resto alguno? Si el alma padeció tan gran mudanza que se olvidó de los pasados hechos, yo creo que este estado se parece a la muerte; confiesa, pues, que el alma de otro tiempo murió, y la del presente ha llegado a formarse nuevamente.
[...]
Mira también los siglos infinitos que han precedido a nuestro nacimiento y nada son para la vida nuestra. Naturaleza en ellos nos ofrece	como un espejo del futuro tiempo. Por último, después de nuestra muerte, ¿hay algo aquí de horrible y enfadoso? ¿No es más seguro que un profundo sueño?
Praeterea si inmortalis natura animai constat et in corpus nascentibus insinuatur, cur super ante actam aetatem meminisse nequimus [interisse et quae nunc est nunc esse creatam] nec vestigia gestarum rerum ulla tenemus? nam si tanto operest animi mutata potestas, omnis ut actarum exciderit retinentia rerum, non, ut opinor, id ab leto iam longius errat; qua propter fateare necessest quae fuit ante interiisse, et quae nunc est nunc esse creatam.
[...]
Respice item quam nil ad nos ante acta vetustas temporis aeterni fuerit, quam nascimur ante. hoc igitur speculum nobis natura futuri temporis exponit post mortem denique nostram. numquid ibi horribile apparet, num triste videtur quicquam, non omni somno securius exstat?
Lucrecio, De rerum natura. III. 625-679 / 973-978

Similarmente, Plinio el Viejo escribe en Historia Natural:

Es mucho más fácil y seguro para cada uno confiar en sí mismo, y para nosotros, derivar nuestra idea de tranquilidad futura de nuestra experiencia de ella con anterioridad a nuestro nacimiento.
At quanto facilius certiusque sibi quemque credere, specimen securitatis antegenitali sumere experimento!
Plinio el Viejo, Historia Natural, 7. 55.

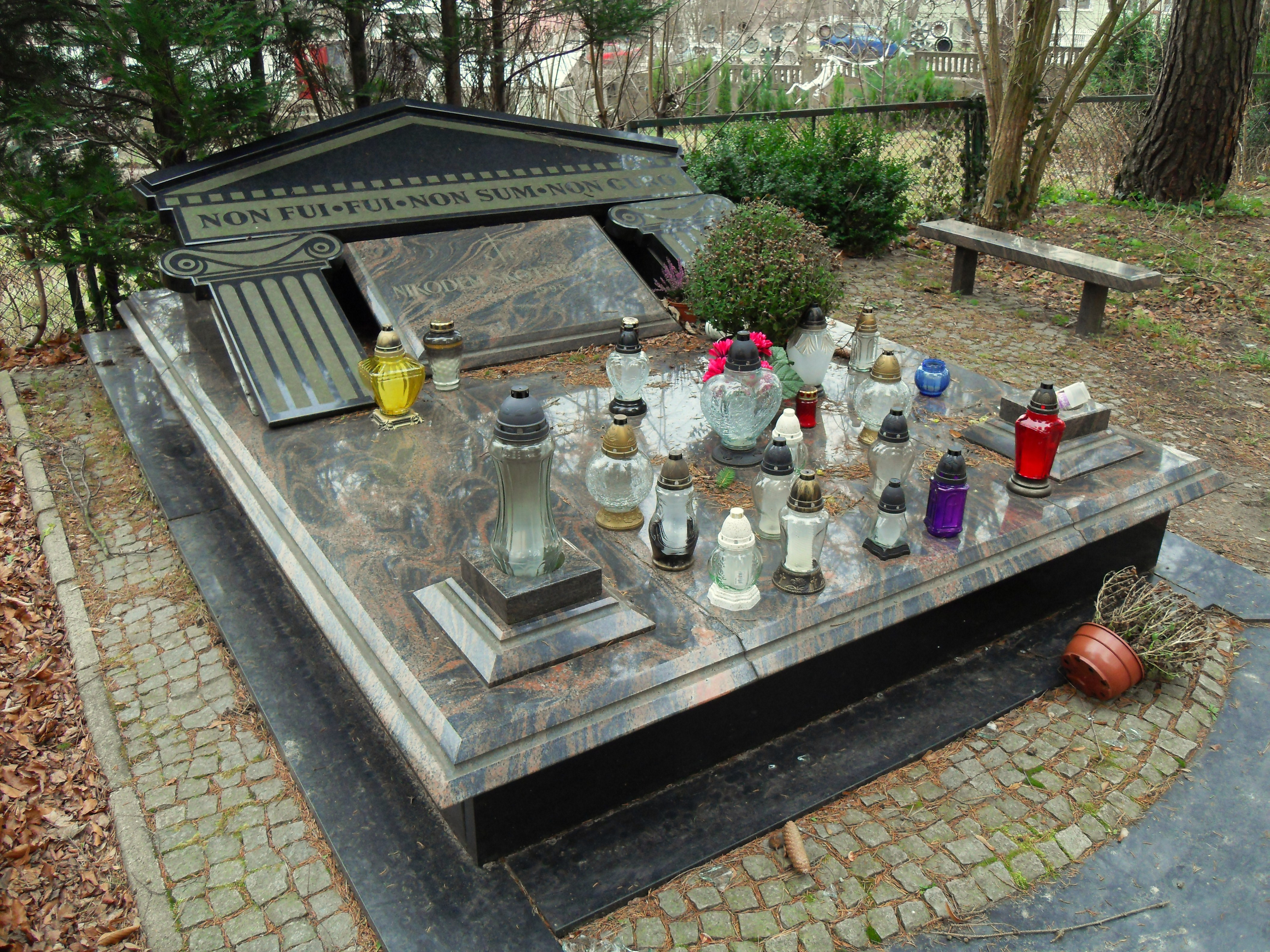
Tumba de Nikodem Skotarczak con el epitafio epicúreo "Non fui, fui, non sum, non curo".

Filodemo de Gadara en Sobre la muerte criticó temores no legítimos relacionados con la muerte, como morir sin hijos o sin gloria, pues son irrelevantes cuando una ya no exista. Sin embargo, reconoce situaciones que exhorta a evitar al morir, como dejar a seres queridos en una posición vulnerable o morir joven sin saber de filosofía. David Hume defendió la mortalidad del alma y también usó un argumento de simetría aun suponiendo la inmortalidad del alma:

“... lo incorruptible también debe ser ingenerable. El alma, por tanto, si era inmortal, existía antes de nuestro nacimiento: y si la primera existencia no nos concierne, tampoco la segunda."
“...what is incorruptible must also be ingenerable. The soul, therefore, if immortal, existed before our birth: And if the former existence nowise concerned us, neither will the latter.”

De estas doctrinas surgió el epitafio latino epicúreo: Non fui, fui, non sum, non curo (traducido como: "No fui; fui; no soy; no me importa"), que está inscrito en las lápidas de sus seguidores y visto en muchas lápidas antiguas romanas. Esta cita se usa a menudo hoy en día en los funerales humanistas.

### Lo que es bueno es fácil de conseguir
Sustento y refugio, estas cosas pueden ser adquiridas por cualquier persona, tanto animal como humana, con un mínimo esfuerzo, independientemente de la riqueza. Pero si uno quiere más de lo que necesita (indulgencia, glotonería, etc.), está limitando las posibilidades de satisfacción y felicidad y, por lo tanto, creando una "ansiedad innecesaria" en la vida. "Lo que es bueno es fácil de obtener" implica que la cantidad mínima de necesidad que se necesita para satisfacer una necesidad es la cantidad máxima de interés que una persona debe tener para satisfacer esa necesidad.

### Lo que es terrible es fácil de soportar
Los epicúreos entendieron que, en la naturaleza, la enfermedad y el dolor no se sufren durante mucho tiempo, ya que el dolor y el sufrimiento son "breve o crónico... leve o intenso, pero el sufrimiento que es tanto crónico como intenso es muy inusual. No hay que preocuparse por la perspectiva del sufrimiento".  Al igual que "Lo que es bueno es fácil de obtener", reconociendo el límite físico y mental de uno y el umbral de dolor de uno mismo, entendiendo cuánto dolor puede soportar el cuerpo o la mente, y manteniendo la confianza de que el placer solo sigue al dolor (y evitar la ansiedad sobre la duración del dolor), es el remedio contra el sufrimiento prolongado.